# سربال العماد

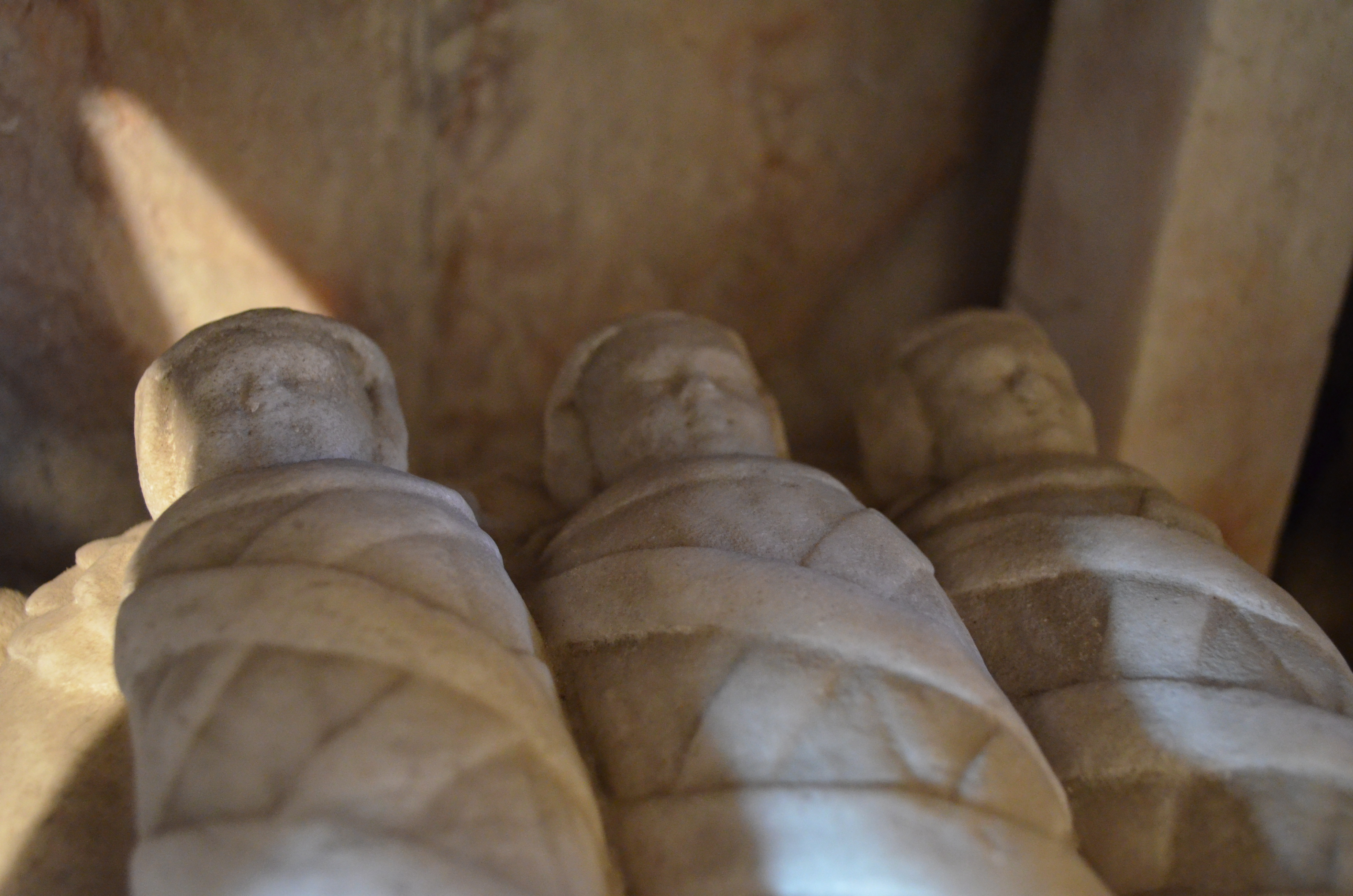

سِربَال العِماد أو ثوب العماد قطعة قماش للوجه أو قطعة من الكتان توضع على رأس الطفل عند تعميده. كان الغرض من سربال العماد هو الحفاظ على الميرون -وهو زيت مكرس- من الانزلاق. تغير معنى الكلمة مع مرور الوقت إلى عباءة بيضاء ملقاة على الرضيع بأكمله في وقت المعمودية.